# アイスランド文学
アイスランド文学（アイスランドぶんがく、アイスランド語:Íslenskar bókmenntir）では、アイスランドで書かれた文学や、アイスランド人によって書かれた文学について言及する。13世紀から始まる中世に書かれたサガでもっともよく知られる。アイスランド語も古ノルド語もほとんど同じである。アイスランド語の作品は古ノルド語文学の大半を構成しているからである。古ノルド語文学はしばしばアイスランド文学の一部だと悪く考えられている。しかしながら、ノルウェー人による作品は現在一般的な読本になっているシーグルズル・ノルダルが編纂したSýnisbók íslenzkra bókmennta til miðrar átjándu aldarは、言語が同じであったという理由によっている。

## 初期アイスランド文学
中世のアイスランドの文学は3つの部門に分けられる。
- 古エッダ
- スカルド詩
- サガ

### エッダ
詳しくはエッダを参照。
エッダの概念のもっともそうな語源には議論がある。よく言われているのは古ノルド語の概念のエッダは偉大なる祖母を意味することから始まっているというが、一部ではスノッリ・ストゥルルソン(スノッリのエッダの著者)が生まれ育ったオッディという地名から来ていると見る向きもある。

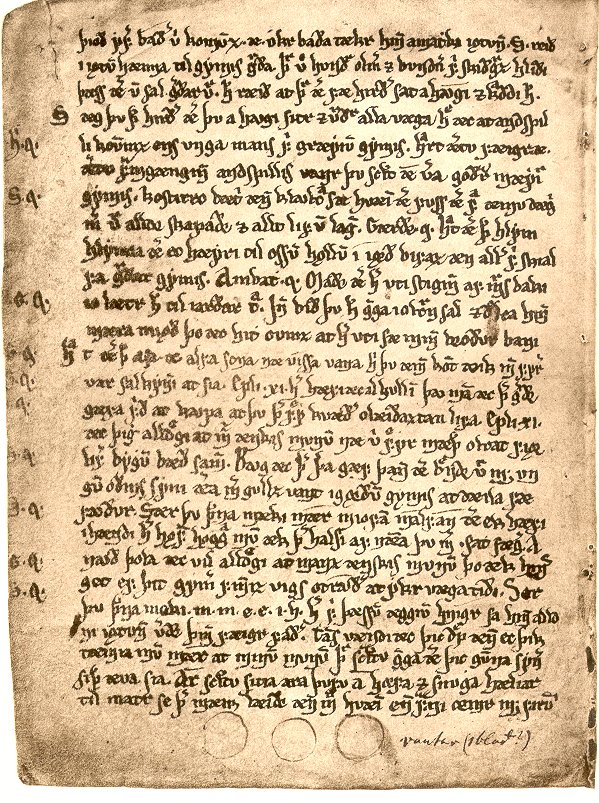
Skírnismál, 古エッダの中の詩のひとつ。

古エッダ(大元はSæmundr fróðiに起因するが、これは現在の学者からは拒絶されている)は、10世紀の終わりに起源を持つ古ノルド語の詩と物語を集めたものである。これらの詩や物語はおそらくスカンジナビア本土から来たものであるが、それらが最初に書き下ろされたものは13世紀のアイスランドにおいてである。最初の古エッダのオリジナルの写本は『王の写本』(Codex Regius)で、スカールホルトの司教であるBrynjólfur Sveinssonによって1643年に南アイスランドで発見された。
スノッリのエッダは、スノッリ・ストゥルルソンによって書かれたものであり、北欧神話の近代的な解釈の主たる情報源であり、多くの神話物語といくつかのケニングも含まれているように、中世アイスランド詩学の特徴にもなっている。事実、スノッリのエッダの主たる目的はアイスランドのスカルド詩の詩学のマニュアルとして使っていたことである。

### スカルド詩
スカルド詩は、主にスカルド詩がよく知られているスカルド(アイスランドの詩人)によって作られたという事実がエッダ詩と異なっている。神話の出来事を語ったり神話の物語を告げたりする代わりに、スカルド詩はたいてい貴族の名声や王の歌い、重要だったり最近の出来事(領主によって戦いに勝ったとか、街における政治的な出来事など)を祝勝したり皮肉ったりする。物語においては、詩はたいてい話を中断したり、より綿密に経験したことを分析したりするのに使われていた。詩はサガにおいて感情を劇化するのにも使われていた。例えばエギルのサガでは、エギルの息子の喪失についての詩が叙情的でとても感情的になっている。スカルド詩の詩人はアイスランド社会において高い身分の人として見なされていた。通常は4つのカテゴリに分類される。
1) 専門的な詩人(宮廷につかえたり、貴族たち)
スカルド詩人が王にむけて詩を読むときは、王を称賛する目的であったり、王との関係を記録したり、王を祝ったりする目的である。これらの詩は一般的に歴史的な収集と考えられている。詩人は王についての不誠実さを書かないからであり、王は詩人が自分を馬鹿にしているとものとしてそれをとるからである。
統治している貴族一家も詩を高く評価している。その上詩人達は彼らの生活の中での重要な出来事に対する詩を詠んでいる。
2)私的な詩人
これらの詩人は金銭的な利益の為に書かなかった。むしろ、彼らは社会的な詩のやりとりに参加するために書いた。
3)聖職者たち
これらの詩人は宗教的な詩を詠んだ。
4) 匿名の詩人
これらの詩人はサガに匿名で引用したり、組み込んだりした。この匿名性は、彼らの詩と共に彼らの作ったコメントを隠すのが許された。
スカルド詩は複雑なケニングのように多くの話の形態と一緒に厳密に基準通りの体系でもって書かれている。これもスカルド詩にも共通して好まれている。そして多くの「芸術家の資格」がいつも逆転されている文章とともに語順や文法が含まれている。

### サガ
詳しくはサガを参照。
サガは古ノルド語で書かれたゲルマンやスカジナビアの世界の歴史的事実についての散文体の物語である。例えばアイスランドへの人々の移住やヴァイキングの探検されてない土地への航海や、ゴットランド島の住民の初期の歴史などである。エッダが神話的な物語が主に対して、伝説的なサガや、聖人や聖職者のサガ、翻訳された空想的な物語においてもサガはたいてい実在的で現実の出来事を扱う。ただ時々いくつか神話的な参照が加えられたり、話が実際に起きたもののようにより空想化されたり幻想的された状態になっている。
サガは、9世紀から13世紀までの間のスカンジナビアの歴史を研究する上で主要な情報源になっている。

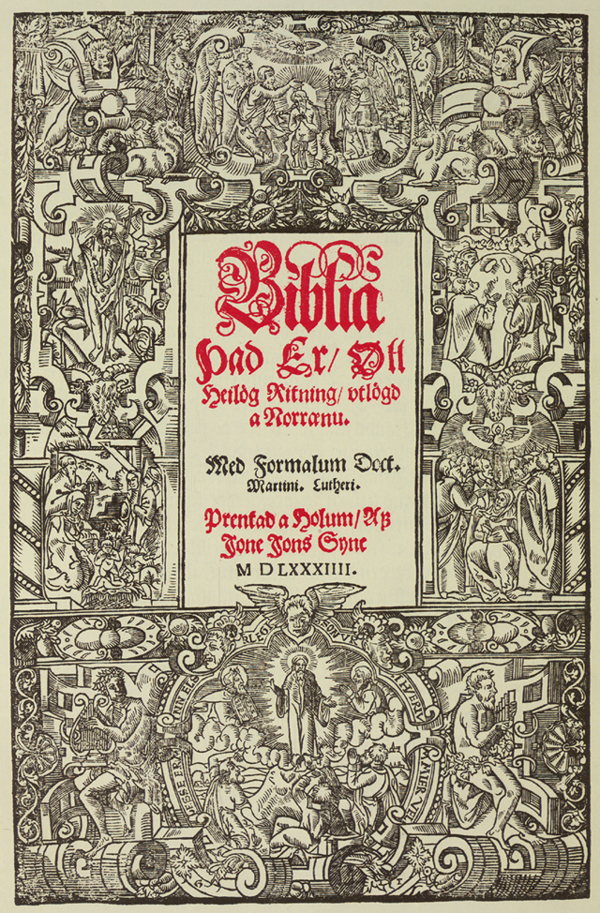
司教Guðbrandur Þorlákssonによる精巧に印刷された聖書の口絵(1584年出版)

## 近世アイスランド文学
15世紀から19世紀までの時の重要な構成は聖句を含んでいて、ハトルグリームル・ピェートゥルソンのPassíusálmarが最も有名で、rímurは頭韻法の詩を含んだ韻を踏んだ叙情詩で、スタンザの中に2つから4つの詩の節で構成されている。これは19世紀の終わりまでポピュラーだった。そして、Jon MagnussonのPislarsaga のような自伝的な散文が重要であった。聖書の全訳は16世紀に出版された。18世紀の最も著名な詩人はEggert Ólafsson(1726年-1768年)であり、また同時にJón Þorláksson frá Bægisá(1744年-1819年)はジョン・ミルトンの『失楽園』の翻訳であるParadísarmissirを含むいくつかの主要な翻訳を行った。

## 近代アイスランド文学

### 文芸復興
19世紀の始まりは言語的にも文学的にも復興を遂げた。ロマン主義がアイスランドに届き特に1830年代にはビャルトニ・トウラレンセン(1786年-1841年)やヨウナス・ハトルグリムソン(1807年-1845年)といった詩人の作品に優勢になった。ヨウナス・ハトルグリムソンは初めて近代的なアイスランド語の短編小説も書いた。彼はJón Thoroddsen(1818年-1868年)に影響された。Jón Thoroddsenは1850年に最初にアイスランド語の小説を出版し、彼は近代アイスランド小説の父と考えられている。
古典的なアイスランド語のスタイルは19世紀から20世紀の初頭にかけて続いており、主要なものとしてGrímur Thomsen(1820年-1896年)がいて、彼は多くの英雄詩を書いた。そしてマハティアス・ヨホクムソン(1835年-1920年)は、多くの戯曲を書き近代アイスランドの劇作の始まりとして他の多くのものと一緒に考えられている。要はこの時代はアイスランド文学偉大な復興であった。
現実主義と自然主義がロマン主義の後に来た。特筆すべき現実主義の作家は短編小説のギェストゥル・パウルソン(1852年-1891年)で彼の風刺でよく知られる。そしてアイスランド系カナダ人の詩人ステファン・G・ステーファンソン(1853年－1927年)は、彼の言語を取り扱う繊細な方法と彼の風刺的な気質を書き留めた。
20世紀初頭、いく人かのアイスランドの作家がデンマーク語で書き始めた。彼らの中ではヨウハン・シーグルヨウンソンやグンナル・グンナルソンがもっともよく知られもっとも翻訳されたアイスランドの作家である。しかしながら、国際的にもっともよく知られたアイスランドの作家はハルドル・ラクスネスで、1955年にノーベル文学賞を取った。彼のいくつかの論文、エッセイ、詩、短編小説や小説の中で最もよく知られているのは表現主義者の作品で『独立の民』、『サルカ・ヴァルカ』、そして『アイスランドの鐘』である。
第一次世界大戦の後、主に詩にて古典的なスタイルの復興があった。ダーヴィズ・ステーファウンソンやトーマス・グズムンドソンは後に20世紀におけるアイスランドの伝統的な詩の代表者になった。第二次世界大戦の終わりから近代の作家は、古典的なスタイルとモダニストのスタイルを融合する傾向がある。
より最近では、犯罪小説家のアーナルデュル・インドリダソン(1961年-)の作品がアイスランド国外で成功をおさめている。